# Linia kolejowa nr 834
Linia kolejowa nr 834 – jednotorowa, zelektryfikowana linia kolejowa znaczenia miejscowego, łącząca rozjazd 33. z rozjazdem 97. na stacji Warszawa Praga.
Linia w całości została ujęta w kompleksową i bazową towarową sieć transportową TEN-T.
Kilometraż linii w miejscu, gdzie kończy bieg, pokrywa się z kilometrażem linii kolejowej Warszawa Praga R95 – Chotomów.
Linia umożliwia prowadzenie ruchu towarowego w rejonie WPA Warszawy Pragi oraz ominięcie przystanków przy linii kolejowej Warszawa Wschodnia Osobowa – Gdańsk Główny na Żeraniu oraz Pelcowiźnie.